# Гиляровский, Василий Алексеевич
Васи́лий Алексе́евич Гиляро́вский (26 декабря 1875 (7 января 1876), Бузулук, Самарская губерния — 10 марта 1959 года, Москва) — русский и советский психиатр. Академик АМН СССР. Известен как инициатор запрета лоботомии в Советском Союзе в 1950 году.

## Биография
- 1899 г. — окончил медицинский факультет Московского университета.
- 1899—1902 гг. — ординатор клиники нервных болезней Московского университета, руководимой А. Я. Кожевниковым.
- 1902—1903 гг. — ординатор психиатрической больницы на Сабуровой даче в Харькове.
- 1903—1911 гг. — старший ординатор Центрального приемного покоя для душевнобольных в Москве.
- 1911—1920 гг. — ординатор и прозектор Московской Преображенской психиатрической больницы.
- 1915—1923 гг. — одновременно становится старшим ассистентом психиатрической клиники Московских Высших женских курсов (позже преобразованы в медицинский факультет 2-го МГУ).
- В период 1-й мировой войны организовал в Москве приют для психически нездоровых детей-беженцев.
- 1923—1952 гг. — заведующий кафедрой психиатрии медицинского факультета 2-го МГУ (позже 2-го ММИ).
- 1920—1931 гг. — одновременно, главный врач Донской психоневрологической лечебницы (Московская специализированная клиническая больница №8 им. З.П. Соловьёва) и её научный руководитель в 1931—1934 гг.
- 1934—1936 гг. — директор психиатрической клиники Всесоюзного института экспериментальной медицины в Москве.
- 1937—1941 гг. — консультант Института судебной психиатрии им. В. П. Сербского.
- 1944—1952 гг. — директор в организованном им Институте психиатрии АМН СССР.
- 1952—1959 гг. — заместитель директора Института психиатрии АМН СССР.

## Награды
- орден Ленина (27.07.1946)
- орден Трудового Красного Знамени

## Вклад в развитие психиатрии
Дал патологоанатомическую характеристику отдельных психических заболеваний, чем способствовал распространению анатомических знаний среди врачей-психиатров. Разработал теорию катестезического бреда, в которой показал возможность, возникновения бреда за счет болезненных ощущений. Создал учение о псевдоорганическом слабоумии, которое рассматривается им как результат стойкого «торможения» деятельности мозга. Во время Великой Отечественной войны изучал глухонемоту, вызванную контузией, разработал патогенез и терапию этого заболевания. В. А. Гиляровский содействовал широкому внедрению лечения душевнобольных сном, малярией, инсулиновым шоком. Изучал психические заболевания детей и был одним из создателей профилактического направления, охватившего психиатрической помощью не только выраженные психозы, но и «пограничные состояния» у взрослых и детей. Разработал новый метод лечения нервных и психических заболеваний (т. н. электросон). Одним из первых в советской психиатрии стал использовать трудотерапию (в больнице им. Соловьева в 1920 г.).
Внес большой вклад в организацию помощи заикающимся людям и изучения механизмов заикания. Дал начало логоритмике. Писал о том, что заикание чаще всего появляется в раннем возрасте и психологические особенности его также видны уже в раннем возрасте.
О психологических особенностях заикающихся детей писал следующее:

«У большинства наших маленьких пациентов до заикания не отмечалось каких-либо характерологических особенностей ни в смысле тоскливости, ни возбудимости, ни боязливости. Изучение заикания в раннем периоде его развития указывает, что формирование речи его особенности, стоящие в связи с развитием организма вообще, несомненно имеют значение и для определения психического склада. В связи с этим наличность заикания иногда может влиять на выработку психостенического склада. Если бы определяющим были исключительно врождённые особенности психики, то при развитии заикания имели бы место как правило сначала психические особенности, а после заикание; между тем в действительности бывает наоборот».

Об устранении психических моментов у заикающихся детей писал следующее:

«Правильное лечение должно иметь в виду с одной стороны устранение психических моментов, с другой — укрепление общего состояния и в частности деятельности речевого аппарата. Удовлетворение первому показанию достигается прежде всего изъятием на довольно значительную часть дня из обычной обстановки со всеми её неблагоприятными моментами. Очень важна однородность детей по сохранности интеллекта, или очень резким проявлениям психопатий. Детей с очень резким расстройством в смысле заикания в остром периоде также нежелательно помещать как во избежание травматизации других детей, так и в интересах их самих. В таких случаях желательна изоляция и постельный режим на время, необходимое для исправления острых явлений».

Благодаря деятельности В. А. Гиляровского и других ученых, которые, опираясь на исследования советских физиологов — Сеченова И. М., Павлова И. П. и их последователей — удалось преодолеть тенденциозность разработанных ранее приёмов устранения заикания, отобрать из них всё лучшее, рациональное и определить современный комплексный подход к преодолению заикания.

## Увековечение памяти В. А. Гиляровского
| |  |
| Слева направо: Мемориальная доска В.А. Гиляровскому на здании Московской специализированной клинической больницы № 8 им. З. П. Соловьёва («Клинике неврозов»), Могила В. А. Гиляровского на Новодевичьем кладбище |  |

- Имя носит Психиатрический стационар имени В. А. Гиляровского

### Труды
- Гиляровский В. А. Психиатрия. Клинические лекции. — М., 1942.
- Гиляровский В. А. Учение о галлюцинациях. — М., 1949.
- Гиляровский В. А. Электросон (Клинико-физиологическое исследование). — М., 1953.
- Гиляровский В. А. Введение в анатомическое изучение психозов. — М.—Л., 1925.